# 道格·夏普
道格·夏普（英語：Doug Sharp，1969年11月27日—），生于俄亥俄州马里昂，美国男子雪车运动员。他曾代表美国参加2002年冬季奥林匹克运动会雪车比赛，获得男子四人铜牌。